# Karina Winter
Karina Winter (14 januari 1986) is een Duits voormalig boogschutster.

## Carrière
Winter werd een keer wereldkampioen en een keer Europees kampioen, beide indoor. Daarnaast won ze in 2015 de Europese spelen individueel in Bakoe. Ze stopte na 2016 met internationale competitie.

## Erelijst

### Wereldkampioenschap
Individueel
- 2005: 2e ronde (verloren van Christina Schaefer met 170-177) (indoor)
- 2005: 2e ronde (verloren van Khatuna Lorig met 152-153)
- 2007: 2e ronde (verloren van Tetjana Dorochova met 114-119) (indoor)
- 2009:  (gewonnen van Natalia Valeeva met 114-113) (indoor)
- 2009: 3e ronde (verloren van Natalia Sánchez met 104-104)
- 2011: 2e ronde (verloren van Han Gyeong-hee met 1-7)
- 2012: 1e ronde (verloren van Naomi Folkard met 4-6) (indoor)
- 2013: vierde (verloren van Yun Ok-hee met 0-6)
- 2014: 1e ronde (verloren van Gina Gonzalez met 2-6) (indoor)
- 2015: 3e ronde (verloren van Carla Hinojosa met 3-6)
- 2016: kwartfinale (verloren van Claudia Mandia met 0-6)

Team
- 2007:  İzmir (indoor)
- 2009:  Rzeszów (indoor)
- 2014:  Nîmes (indoor)

### Europees kampioenschap
- 2008:  Vittel (team)
- 2012:  Amsterdam (team)
- 2014:  Koper (indoor, team)

### Europese Spelen
- 2015:  Bakoe (individueel)

### World Cup
- 2011:  Poreč (team)
- 2014:  Medellín (team)
- 2015:  Shanghai (team)